# 斯特凡·彼得雷斯库
斯特凡·彼得雷斯库（羅馬尼亞語：Ștefan Petrescu，1931年7月1日—1993年），罗马尼亚男子射击运动员。他曾代表罗马尼亚参加1956年和1960年夏季奥林匹克运动会射击比赛，获得一枚金牌。